# Antonio Rodríguez (siatkarz)
Antonio Rodríguez Aguirre (ur. 8 października 1951) – kubański siatkarz, medalista igrzysk olimpijskich.

## Życiorys
Rodríguez był w składzie reprezentacji Kuby podczas igrzysk olimpijskich 1972 w Monachium. Rozegrał wówczas trzy z pięciu meczów fazy grupowej oraz spotkanie o 9. miejsce przegrane z reprezentacją Polski. Po raz kolejny na igrzyskach olimpijskich wystąpił na 1976, w Montrealu. Zagrał we wszystkich czterech meczach fazy grupowej, przegranym półfinale ze Związkiem Radzieckim oraz zwycięskim pojedynku o brąz z Japonią.